# Pierre Rissient
Pierre Rissient (Paris, 4 de agosto de 1936 — Paris, 6 de maio de 2018) foi um cineasta francês.